# Йори (река)
Вижте пояснителната страница за други значения на Йори.
Йори (Йора) (на грузински: იორი; на азербайджански: Qabırlı, Кабирли) е река в Закавказието, която протича през Грузия и Азербайджан. Извира от южните склонове на планината Борбало, част от главното било на Голям Кавказ, на височина 2600 m.

## Течение
В началото реката протича на юг, минава през горист пролом, от село Тионети променя посоката си на югоизток и при село Хошма навлиза в долината. Продължава през пустинна местност без дървета и в долното си течение криволичи с малка дълбочина и почти без притоци.
Преди Йори е била десен приток на река Алазани, но след изграждането на Мингечаурския язовир в Азербайджан, се влива в него. В горното си течение протича през пролом, а в средното пресича Самгорската котловина. Захранва се изключително от валежи на дъжд и сняг.
След построяването на Самгорската оросителна система на грузинска територия, част от водите са отклонени към „Тбилиското море“, язовир на изток от Тбилиси.

## Хидрология
Водосборният басейн на река Йори е разположен в две държави. Горното ѝ течение е в Грузия, а долното – в Азербайджан. Общата ѝ дължина е 320 km и с 313 km от тях протича почти изцяло в Грузия. В Азербайджан остават само 7 km при устието. Водосборният ѝ басейн общо в двете страни е 5255 km2. От тях 4645 km2 са в Грузия и 610 km2 – в Азербайджан. Речната система на Йори, в границите на Грузия, се състои от 509 малки реки с обща дължина 1777 km и е с гъстота на речната мрежа 0,38 km/km2.
Средният дебит на реката е 362,2 млн. m3 годишно, специфичният – 1,61 mm/денонощие, а обемният модул на дебита е 0,62 млн. m3/km2. Средният годишен отток в средното течение е 18,4 m3/s, на 43 km от устието е 11,6 m3/s, а в долното течение спада на 9,82 m3/s.
Хидроложкият режим на реката се характеризира с пролетни наводнения, лятно-есенно увеличение на нивото на водата и стабилно ниско зимно ниво. Повишението на нивото на реката при есенните наводнения е свързано с топенето на снеговете и обилните дъждове. Голямото количество валежи в горното течение падат през март, а в долното – през февруари. Достигат максимума си през май и юни. След това спадането на нивото на реката продължава до края на юли. Лятно-есенните сезонни наводнения, предизвикани от интензивни дъждове, се случват ежегодно между 3 и 6 пъти и продължават от 2 до 10 дни. През зимния период нивото на водата е ниско и колебанията му не превишават 10 cm. В някои години то остава постоянно в продължение на 10 до 30 дни.

## Енергодобив
В Грузия на река Йори са изградени три големи язовира:
- Сиони с обем 325 млн. m3, който се използва за напояване, водоснабдяване и производство на електрическа енергия.[3]
- Тбилиския язовир с обем 308 млн. m3, който се използва само за водоснабдяване и напояване.[3]
- Водохранилище Далимта с обем 180 млн. m3 и се ползва само за напояване.[3]

В средата на 20 век на реката и отклонения от нея Самгорски канал е изградена Самгорската каскада, състояща се от 4 малки водноелектрически централи. Въпреки че и четирите са в експлоатация, оборудването им е отдавна остаряло. Една от тях вече е собственост на чешката компания „Енерго-Про“.

## Замърсяване
В сравнение с други реки в Грузия, река Йори не е прекалено изложена на човешко въздействие, което допринася за по-малкото ѝ замърсяване. Според данните от 2008, през годината от отточни канализационни води в реката са попаднали само 40 тона неразтворими вещества и 9510 т. хлориди.
Основните причинители на антропогенно замърсяване на реката са следните:
- Дифузно замърсяване от селското стопанство. Напояваните от Йори земеделски земи обхващат 90 000 ha.[3]
- Битови отпадъчни води.[3]

## История
През есента на 1800 г. към границите на Кахетия се приближават войските на Омар-хан V, владетел на Аварското ханство. В съюз с него настъпват дагестански и лезгински бойци и, заедно с тях, ханът води армия от 15 000 души. Руският генерал Иван Лазарев решава да проведе сражението в Алазанската долина, накъдето се отправя с 500 войника. Като подкрепление пристига Кабардинският полк, воден от генерал Василий Гуляков и около 3000 зле въоръжени грузинци.
Омар-хан се спуска от планината в Алазанската долина, но не приема открит бой и през нощта се придвижва към Тифлис (Тбилиси). Лазарев го застига на левия бряг на река Йори на 7 ноември 1800 година. Битката продължава само 3 часа и приключва с победата на обединените руско-грузински сили. Омар-хан загубва над 2500 войници и се изтегля под прикритието на нощта. Победителите завземат лагера на аварите и пленяват знамето им, което е занесено в руската столица Санкт Петербург. Този поход против Грузия се оказва последен за Омар-хан и го лишава от авторитет и власт.